# Jijnjevaerie sameby
Jijnjevaerie sameby (tidigare: Hotagens sameby och Jiingevaerie sameby), är en sameby i norra Jämtland, belägen inom norra delen av Hotagens socken i Krokoms kommun. Byn ligger inom det sydsamiska språkområdet.

## Byområde
Samebyns åretruntmarker omfattar Hotagsfjällen mellan Hotagen och Valsjöbyn i väster och Ströms vattudal i öster och ingår till stor del i Hotagens naturreservat. Området avgränsas i norr av gränsen mot Frostvikens församling och i väster av gränsen mot Lierne kommun i Norge. I söder sträcker sig Jinjevaerie till Foskvattnet samt Stor-Erfjället (Evevaerie) på gränsen mot Laxsjö socken. I åretruntmarkerna ingår även ett mindre område i Norge. Vinterbetesmarkerna ligger i skogslandet i de östra delarna av Jämtlands län och de västra delarna av Västernorrlands län.
Renskötarna inom Jinjevaerie sameby bor främst i byn Munsvattnet med höst- och vårviste i Voekergoebrie (Vinklumpen) samt sommarviste i Loabpeken vid Lobbersjön.

## Historia
Från mitten av 1500-talet talas i historiska källor om Hammerdalslapparna, som bedrev renskötsel över både Hotagsfjällen och Hartkjölsområdet i nuvarande Norge. I 1649 års jordebok fanns sju samiska skattebetalare i Hammerdal. I början av 1700-talet fanns inom området skattefjällen Murfjäll, Vinklumpfjäll och Gåxsjöfjäll samt Harklafjäll, vilket var detsamma som Hartkjölen. I och med 1886 års rennäringslag, som i Jämtlands län trädde i kraft 1889, omorganiserades renskötseln. I stället för inom enskilt disponerade skattefjäll skulle renskötseln hädanefter bedrivas mer kollektivt inom lappbyar. Innehavarna av Murfjäll, Vinklumpfjäll och Gåxsjöfjäll sammanfördes till Hotagens lappby. År 1971 ersattes ordet lappby i lagstiftningen med sameby, och Hotagens lappby blev Hotagens sameby. Senare ändrades namnet till Jijnjevaerie, vilket på sydsamiska betyder ungefär "flera små fjäll".
Fram till upplösningen av unionen mellan Norge och Sverige 1905 bedrev byns samer renskötsel på både svensk och norsk sida, ibland ända mot Snåsa. Efter unionsupplösningen införde Norge betesavgifter och ett renstängsel sattes upp längs gränsen. Fortfarande ingår dock ett mindre område i Norge i byns åretruntmarker.
Under slutet av 1800-talet rådde svåra förhållanden för renskötseln inom området och omkring sekelskiftet 1900 låg rennäringen så gott som nere i Hotagens lappby. År 1910 ansökte en familj från dåvarande Frostvikens lappby (nu Voernese sameby) om att få flytta till Hotagen med sina renar. År 1919 fanns fem renskötarhushåll med sammanlagt tolv personer vilka året om bodde i kåta. Merparten av de renskötare som är aktiva inom samebyn idag är ättlingar till den familj som inflyttade från Frostviken.
Liksom många andra samebyar har Jijnevaerie påverkats kraftigt av att vattenmagasin skapats för produktion av vattenkraft, vilket både medfört att mark och boplatser dämts över och att förbindelsen mellan betesmarker skurits av. En av de sjöar som dämts upp är Stor-Foskvattnet.